# Raúl Alberto Lastiri
Raúl Alberto Lastiri, argentinski politik in odvetnik, * 1. september,  1915, Buenos Aires,  † 11. december,  1978, Buenos Aires.
Lastiri je bil predsednik Argentine leta 1973.